# Цивільне право
Циві́льне пра́во (лат. ius civile; англ. civil law, нім. Zivilrecht, фр. droit civil) — галузь права, яка охоплює норми права, що регулюють майнові та особисті немайнові правові суспільні відносини між рівноправними суб'єктами права — фізичними та юридичними особами, територіальними громадами, державами та іншими суб'єктами публічного права. Предметом цивільного права є майнові та особисті немайнові відносини, так звані «цивільні відносини», засновані на юридичній рівності, вільному волевиявленні, майновій самостійності їх учасників.

## Історія

### Україна
Головні норми цивільного права були зібрані в XI—XII століттях у відомому збірнику «Руська Правда», але й інші писані джерела містили деякі норми цивільного права; наприклад: церковні, пісенні та генускальні адміністративні акти (устави) тощо.
Право власності на рухоме майно, включно з кіньми, рабами і т. д., базувалося на фактичному посіданні. Право на землю в Україні не було виразно визначене, але деякі права власності, наприклад, посідання вуликів (борті) давало власникові право і на землю, т. зв. бортні землі. Цивільні зобов'язання могли діяти тільки між особами, що не були обмежені у їхній правоздатності; продаж і купівля, позика, найм і застава згадуються як договори.
Основним інститутом родини уважався шлюб, що в дохристиянські часи відбувався у формі викрадення нареченої, купівлі або «приведення жінки». Навіть після того, як Християнська церква ввела моногамію, багатоженство ще було поширене за князя Володимира і Ярослава. Розлучення наступало у висліди рішення церков чи світських судів або спеціального «листа» (відпускного), видаваного чоловіком жінці. Спадкове право вже діяло за цієї доби, згідно з яким спадкоємцями були тільки члени родини на підставі заповіту (духівниці) або ж закону.
За Великого князівства Литовського давні правні звичаї, переважно ті, що були записані в «Руській Правді», залишилися в силі, але були введені й нові закони, гол. ті, що були увійшли до Литовського Статуту. Значно поширився обсяг прав власності, зокрема на землю. Закони виразніше подавали правоздатність різних груп населення, що особливо виявилося у здиференційованих суспільних класах і станах з притаманними їм правами. Лише поступово було введено право шляхти на «спадщину». Панівною формою землеволодіння була «вотчина», яка давала право передавати землю у спадщину та «помістя», тобто умовне надання в тимчасове володіння без права диспозиції. Спершу селяни користувалися повними правами власності на землю, яку вони обробляли, але третій Литовський Статут (1588) позбавив їх цього права.
На русинських землях під Королівством Польським тоді дуже скоро змінилося право на польський зразок, зокрема в ділянці права власності на землю. Не існувало для селян право вотчини. Великі землевласники (пани, шляхта) мали повне і спадкове право на свої землі («альоди»), включно з землями, які раніше були власністю селян; селяни стали тільки користувачами землі, до якої були «прикріплені».
У Великому князівстві Литовському застосовувалася застава у її фідуціярній і «піґнусовій» формі; згідно з останньою право на заставлену річ залишалося за боржником. Назагал розвиток заставного права ішов по лінії захисту боржників власників («застава на урок»). У ділянці права зобов'язань договір купівлі-продажу міг бути укладений особами з різних станів. Після обмежень 1588 селянин не міг без дозволу пана вільно диспонувати землею, що була в його користуванні. Практикувалися договори позики, оренди й обміну. Шлюб був одночасно договором і таїнством. Моногамія цілковито усунула багатоженство, що тоді каралося смертю. Розлучення і скасування шлюбу належало до церк. судівництва. Позашлюбні діти (а не тільки від рабинь-заложниць) уважалися незаконними. Інститут опіки регулювало право. Спадкове право значно поширено; заповідач мав право вибрати спадкоємця і з-поза кола законних спадкоємців у стосунку до майна, що його він сам набув. Але батьківське майно мусило переходити на законних спадкоємців з родини.
За Гетьманщині цивільне право базувалося на звичаї, Литовських Статутах та нових законах, пізніше кодифікованих в «Правахъ, по которымъ судится малороссійскій народъ» (1743) та подекуди на нормах маґдебурзького права. У ділянці права власності, крім шляхти, козацький стан зберігав навічно право власності на землю без жодних обмежень щодо диспозиції земельною власністю. Селяни на козацьких землеволодіннях користувалися до кінця XVII століття правом диспонувати своєю землею. Селянство державного земельного фонду, т. зв. «свобідних військ. маєтностей», що мало виконувати для держави певні обов'язки, користувалося значно довше правом диспонувати земельною власністю. Більшість законів Литовських Статутів з родинного і спадкового права залишилися без змін.
На західноукраїнських землях під Польщею були запроваджені з 14 ст. польські закони, що діяли поряд з деякими інститутами і законами нім. і канонічного права аж до поділу Речі Посполитої 1772 року. Цивільне право на українських землях під Австрією (цивільний кодекс 1811) було досить модерне і поступове; воно залишалося в силі, поки не було частково замінене законами держав спадкоємців після Першої світової війни.
Після радянської окупації України Верховна Рада СРСР схвалила Цивільний кодекс УРСР 1922 року. Були ухвалені «Основи цивільного законодавства СРСР і союзних республік», а Верховна Рада УРСР ухвалила Цивільний Кодекс УРСР 1963 року; тому що кодекс копіює «основи» (законодавства) СРСР, його годі уважати вільним твором українського законодавства. Кодекс регулював взаємини фізичних і правних осіб. Він надавав правової дієздатности усім громадянам СРСР понад 18 pp. життя на території республіки. Кодекс визначав 4 типи власності: державну, кооперативну, громадських організацій і приватну. Перші три групи становили так звану соціалістичну власність. Державною власністю були: земля, природні багатства, води, ліси, промислові підприємства, надра, шахти, транспорт, банки, державний житловий фонд та ін. Вони могли бути віддані кооперативам та громадським організаціям, іноді й приватним особам на довічне користування. Тільки певні категорії власности можуть бути продані громадянам.
Під час процесу вступу України до Європейської Унії виникали заклики до ухвалення нового Цивільного кодексу України, зокрема у Верховній Раді України була створена робоча група, яка комплексно займається питаннями рекодифікації цивільного законодавства. Проєкт концепції нового ЦКУ міститиме пропозиції про пасивну евтаназію, домашніх тварин у заповіті та узаконення парі тощо.

## Цивільний кодекс України
Прийнятий 2003 року новий Цивільний кодекс України кардинально змінив усю систему українського цивільного законодавства.
Принципи сучасного цивільного права (ст. 3 ЦКУ) :
- неприпустимість свавільного втручання в особисте життя людини
- неприпустимість позбавлення права власності, крім випадків передбачених законом та Конституцією України
- свобода договору
- свобода підприємництва, що не заборонена законом
- судовий захист прав та інтересів.
- справедливість, добросовісність та розумність

Функції цивільного права:
- регулятивна
- охоронна
- попереджувально-виховна
- стимулююча

## Система цивільного права
Система цивільного права — це систематизована сукупність його структурних елементів, розміщених у певній послідовності та ієрархії.
До основних елементів системи цивільного права належать норми й інститути, до факультативних — субінститути та підгалузі.
Норма цивільного права — це правило поведінки приватних осіб у сфері цивільного обігу, встановлене їх угодою, корпоративним рішенням, актом законодавства або таке, що випливає з приписів природного права.
Цивільно-правовий інститут — це сукупність правових норм, які регулюють певну групу взаємопов'язаних суспільних відносин.
Субінститут — складова цивільно-правового інституту, яка є групою цивільно-правових норм, що регулюють однорідні відносини у межах певного інституту.
Сукупність юридичних інститутів, які регулюють однорідні відносини, становлять підгалузь цивільного права.
Існує дві основних системи побудови приватного цивільного права — пандектна та інституційна.
Цивільне право України побудоване за пандектною системою, і поділяється на такі дві частини:
- загальна;
- особлива.

Загальна частина цивільного права містить норми та інститути, що застосовуються при регулюванні всіх цивільних правовідносин, тобто мають значення для всієї галузі цивільного права. До цієї частини входять норми щодо цивільного законодавства, підстав виникнення цивільних прав та обов'язків, а також відповідно їх здійснення і виконання, щодо захисту цивільних прав та інтересів, стосовно суб'єктів цивільних правовідносин, об'єктів цивільних прав, правочинів, представництва, строків і термінів, позовної давності.
Особлива частина охоплює норми та інститути, які врегульовують окремі майнові та особисті немайнові цивільні правовідносини, а саме норми щодо особистих немайнових прав фізичної особи, права власності та інших речових прав, права інтелектуальної власності, зобов'язального права і спадкового права.